# Oxalis droseroides
Oxalis droseroides är en harsyreväxtart som beskrevs av Ernst Meyer och Harv. & Sond.. Oxalis droseroides ingår i släktet oxalisar, och familjen harsyreväxter. Inga underarter finns listade i Catalogue of Life.